# Hendon (circonscription britannique)
Pour les articles homonymes, voir Hendon (homonymie).
Circonscription parlementaire de la Chambre des communes
La circonscription d'Hendon est une circonscription électorale anglaise située dans le Grand Londres, et représentée à la Chambre des communes du Parlement britannique depuis 2010 par Matthew Offord du Parti conservateur.

## Géographie
La circonscription comprend :
- La partie nord-ouest du Borough londonien de Barnet
- Les quartiers de Edgware, Mill Hill et Colindale

## Députés
Les Members of Parliament (MPs) de la circonscription sont :
1918-1945
| Législature                                                                         | Années    | Député         | Député                 | Parti        |
| ----------------------------------------------------------------------------------- | --------- | -------------- | ---------------------- | ------------ |
| Hendon issue de Harrow                                                              |           |                |                        |              |
| 31e                                                                                 | 1918–1922 |                | Philip Cunliffe-Lister | Conservateur |
| 32e                                                                                 | 1922–1923 |                | Philip Cunliffe-Lister | Conservateur |
| 33e                                                                                 | 1923–1924 |                | Philip Cunliffe-Lister | Conservateur |
| 34e                                                                                 | 1924–1929 |                | Philip Cunliffe-Lister | Conservateur |
| 35e                                                                                 | 1929–1931 |                | Philip Cunliffe-Lister | Conservateur |
| 36e                                                                                 | 1931–1935 |                | Philip Cunliffe-Lister | Conservateur |
| 37e                                                                                 | 1935–1945 | Reginald Blair |                        | Conservateur |
| Remplacée par Harrow East, Harrow West, Hendon North, Hendon South et Wembley North |           |                |                        |              |

Depuis 1997
| Législature                             | Années       | Député | Député         | Parti        |
| --------------------------------------- | ------------ | ------ | -------------- | ------------ |
| Recréée de Hendon North et Hendon South |              |        |                |              |
| 52e                                     | 1997–2001    |        | Andrew Dismore | Travailliste |
| 53e                                     | 2001–2005    |        | Andrew Dismore | Travailliste |
| 54e                                     | 2005–2010    |        | Andrew Dismore | Travailliste |
| 55e                                     | 2010–2015    |        | Matthew Offord | Conservateur |
| 56e                                     | 2015–2017    |        | Matthew Offord | Conservateur |
| 57e                                     | 2017–2019    |        | Matthew Offord | Conservateur |
| 58e                                     | 2019–Présent |        | Matthew Offord | Conservateur |

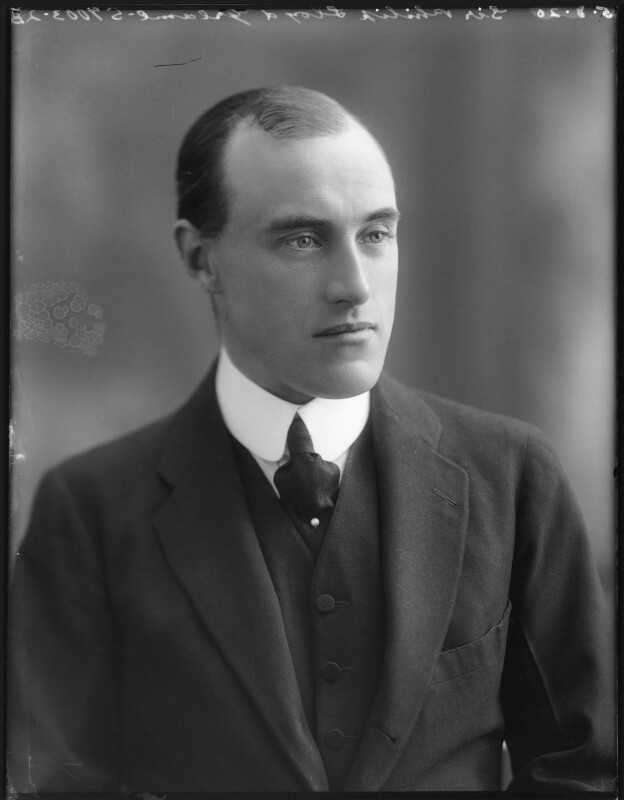
Philip Cunliffe-Lister (1918-1935)
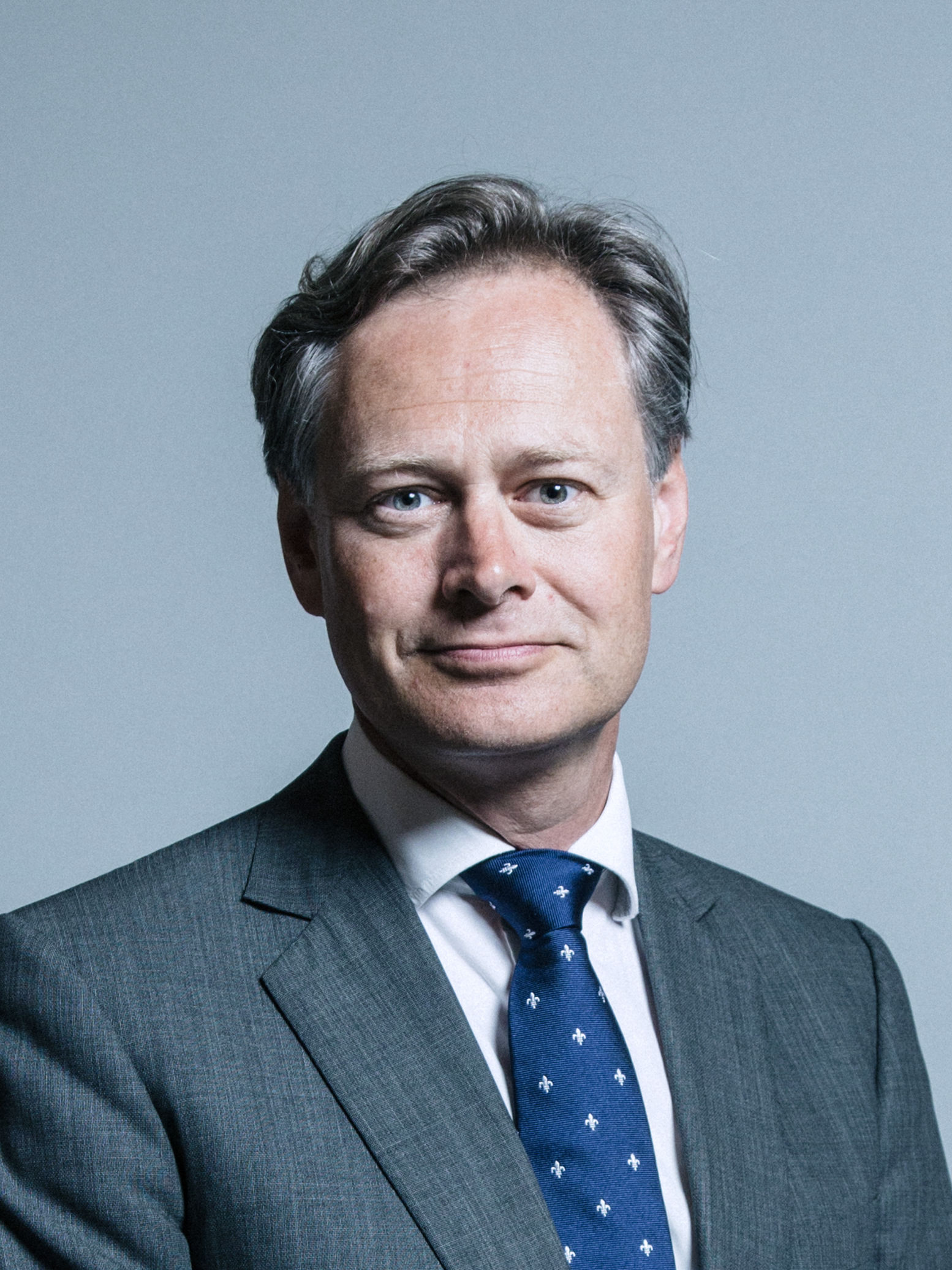
Matthew Offord (2010-Présent)